# Orel bělobřichý
Orel bělobřichý (Icthyophaga leucogaster) je dravec z čeledi jestřábovitých. Popsal jej v roce 1788
Johann Friedrich Gmelin. Žije v jihovýchodní Asii v oblasti od Indie a Srí Lanky až k Austrálii. Jeho nejbližším příbuzným je orel Sanfordův žijící na Šalomounových ostrovech, s kterým tvoří naddruh. Z globálního pohledu je málo dotčený, ale v rámci Jižní Austrálie a Tasmánie je považovaný za zranitelný druh a i v rámci Viktorie je považován za ohrožený.
Orel bělobřichý hraje významnou úlohu v kultuře některých austrálských kmenů.